# I Am Ready, Warden
I Am Ready, Warden es un cortometraje documental estadounidense de 2024, producido y dirigido por Smriti Mundhra. La película documenta los últimos días antes de la ejecución del preso condenado a muerte en Texas, John Henry Ramírez. Tuvo su estreno mundial en el Big Sky Documentary Film Festival el 21 de febrero de 2024. El 23 de enero de 2025, fue nominado a Mejor Cortometraje Documental en los 97.ª edición de los Premios Óscar.

## Sinopsis
La película narra la emotiva historia de John Henry Ramírez, quien fue declarado culpable de asesinato y condenado a muerte en 2008.

## Elenco
- Juan Henry Ramírez
- Aarón Castro
- Jan Trujillo
- Mark González
- Israel A. Ramírez
- Pastora Dana Moore